# Preferent taxon

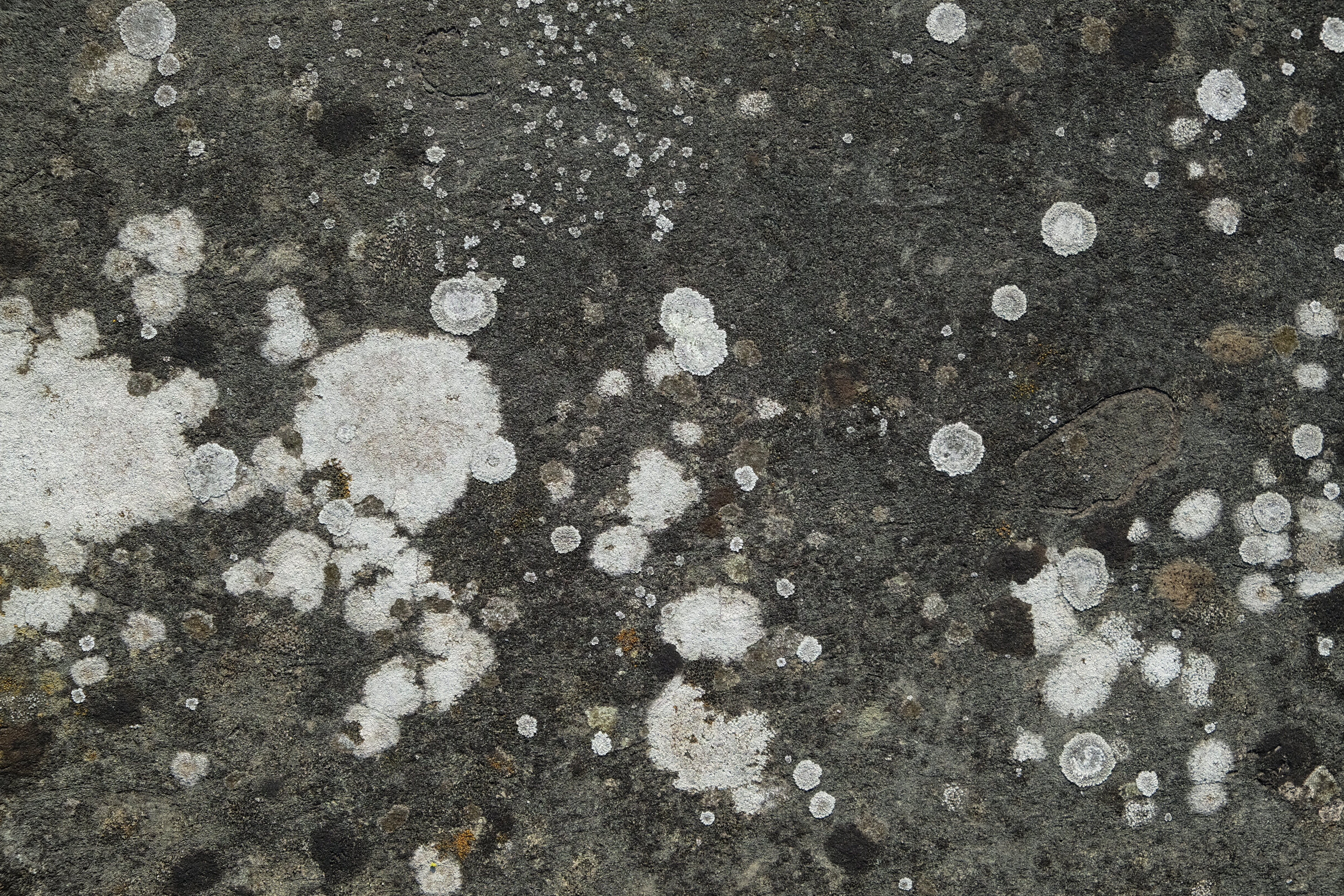
Rond dambordje is een preferente soort voor de dambordjes-associatie.

Een preferent taxon is een taxon waarvan de bedekking in een bepaald syntaxon opvallend groter is dan in alle andere eenheden. Meestal heeft een preferent taxon de taxonomische rang van een soort; in dat geval spreekt men van een preferente soort. Veel minder vaak hebben preferente taxa een andere taxonomische rang dan het soortniveau; meestal gaat het dan om een ondersoort of een genus.
In het bochtige smele-beukenbos is de naamgevende beuk omwille van zijn hoge presentie en dominantie gedefinieerd als preferente kensoort, maar komt ook in andere associaties voor.